# Moldauhafen
Moldauhafen (Vltavský přístav in ceco; tradotto in italiano Porto sulla Moldava) è un settore extraterritoriale nel porto di Amburgo, in Germania, che è stato affittato nel 1929 alla Cecoslovacchia per un periodo di 99 anni in applicazione del trattato di Versailles. Nel 1993, la Repubblica Ceca è subentrata alla Cecoslovacchia nel contratto di locazione la cui durata è stabilita fino al 2028.
Il lotto di circa 30.000 m² non è una exclave, in quanto non è un territorio sovrano ceco benché goda della extraterritorialità. In precedenza, un accordo simile esisteva per il porto di Stettino allora in Germania e dal 1945 in Polonia.
Fino al 2002 è stato usato dalla compagnia ceca ČSPL a. s. con sede a Děčín.

## Storia
Il trattato di Versailles stabiliva agli articoli 363 e 364:

### Articolo 364
Anche se la Germania aveva già dichiarato in anticipo che avrebbe seguito le decisioni della Commissione, il contratto di locazione fu formalizzato in un accordo tra Germania e Cecoslovacchia, firmato a Praga il 16 febbraio 1929.